# Toxoneura venusta
Toxoneura venusta är en tvåvingeart som först beskrevs av Friedrich Hermann Loew 1858.  Toxoneura venusta ingår i släktet Toxoneura, och familjen prickflugor. Arten är reproducerande i Sverige.